# Assurage (alpinisme et escalade)

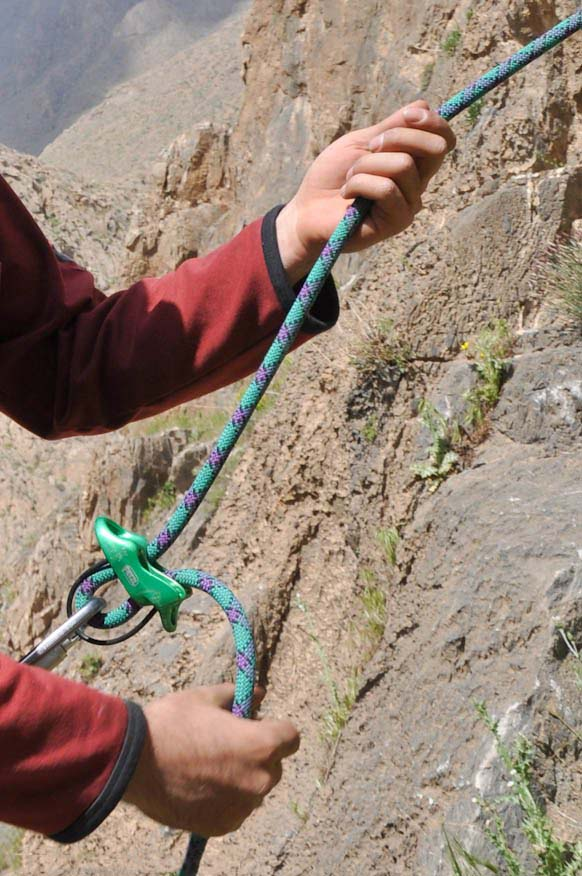
Assurage d'un grimpeur avec un système à tube arrimé au pontet du harnais de l'assureur

Pour l’article homonyme, voir Assurage.
L'assurage est une technique fondamentale de réduction des conséquences de la chute d'une personne que l'on utilise dans les sports de progression en hauteur comme l'escalade, l'alpinisme, la spéléologie, la randonnée pédestre. Cette opération s'effectue par le contrôle de la ou des cordes d'assurage, de manière à ce que le grimpeur en mouvement soit retenu s'il venait à chuter.
En alpinisme comme en escalade, le terme assurage a progressivement supplanté celui d'assurance que l'on peut néanmoins retrouver dans la littérature technique antérieure aux années 1990 (manœuvres d'assurage/assurance, point d'assurage/assurance, etc.).
Cette tâche est habituellement assignée à un assureur. Cependant, en escalade solitaire dite en solo, l'auto-assurage est aussi possible, mais il s'agit d'une technique particulière, réservée à cet usage où le grimpeur est son propre assureur. Pour assurer un grimpeur, l'assureur utilise généralement le principe de la friction de la corde sur ou autour d'un objet qui va lui permettre de coulisser mais qui pourra être bloqué manuellement, voire automatiquement dans certains cas, lors de la chute. Durant leurs travaux en hauteur, les cordistes doivent aussi s'assurer eux-mêmes mais le font généralement avec des moyens complémentaires à une corde unique.

## Histoire
Historiquement, assurer un grimpeur signifiait simplement que l'assureur passait un bout de corde autour de sa taille ou de l'épaule. La friction de la corde sur le corps de l'assureur suffisait pour arrêter la chute. Cette technique est encore utilisée par les alpinistes ayant besoin de se mouvoir rapidement (gain de  temps) sur des terrains faciles mais elle n'est plus utilisée sur du rocher raide car elle est moins efficace, plus aléatoire et peut causer des blessures, notamment des brûlures par frottement de la corde, à un assureur devant enrayer une chute.

## Techniques d'assurage

### Assurage en mouvement
Lorsqu'ils pratiquent l'assurage en mouvement, les membres d'une cordée s'assurent mutuellement sans arrêter leur progression.

#### Assurage en mouvement sans point de protection

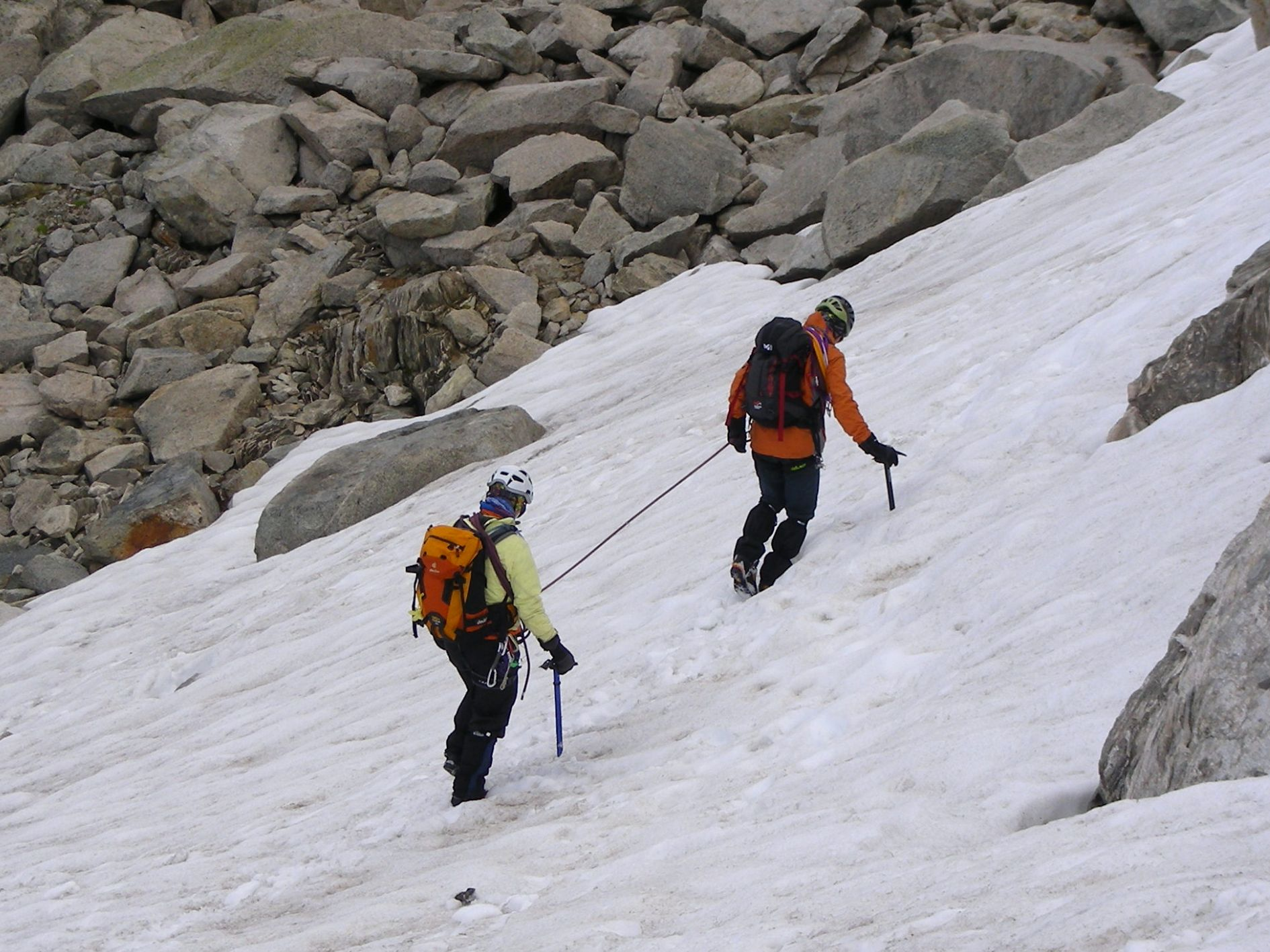
Cordée pratiquant l'assurage en mouvement sans point de protection

Lorsqu'elles pratiquent l'assurage en mouvement sans point de protection, les personnes s'assurent mutuellement en étant simplement reliées par une corde : si l'un des membres de la cordée chute, c'est l'autre ou les autres membres de la cordée qui retiennent ou tentent de retenir sa chute. Ce mode d'assurage suppose une progression sur un terrain peu raide pour que la chute de l'un des membres de la cordée puisse être arrêtée. Aussi cette technique est utilisée en alpinisme sur des terrains peu difficiles ou sur glacier.
Lorsqu'on progresse sur un glacier peu raide, le principal risque est généralement la chute dans une crevasse qui n'est pas toujours visible. Le simple encordement des alpinistes permet d'enrayer la chute de l'un des alpinistes par son ou ses compagnons de cordée à condition de respecter certains principes (grande longueur d'encordement ou courte selon le terrain et l'état du glacier et progression à corde tendue principalement), le frottement de la corde sur la lèvre de la crevasse aidant à freiner la chute.
En terrain rocheux comme sur neige ou sur glace (en l'absence de risque de chute en crevasse), lorsque le terrain n'est pas très raide, la corde qui relie les membres de la cordée peut permettre d'enrayer une chute sans que la corde ne soit reliée à un quelconque ancrage fixe. Cependant, seul celui qui est au-dessus (le premier de cordée), est généralement en mesure de retenir son compagnon, à condition de respecter quelques règles :
- limiter le nombre de participants (deux, voire trois alpinistes maximum) ;
- avoir une longueur de corde réduite entre membres de la cordée (pour permettre une réaction rapide du premier de cordée)[3] ;
- progresser corde tendue afin que le premier de cordée sente immédiatement la tension de la corde due à la chute de son second et puisse réagir rapidement[3].

#### Assurage en mouvement avec points de protection
Lorsque le risque de chute augmente et que le terrain de progression se redresse, il devient difficile aux membres d'une cordée d'arrêter la chute de l'un d'entre eux par la seule présence de la corde qui les relie. Aussi, l'assurage est obtenu en faisant passer la corde dans au moins un point de protection (ou point d'assurage) entre les membres de la cordée : si la chute d'une personne provoque celle de toute la cordée, celle-ci sera retenue par le point de protection. Les points de protection peuvent être naturels (arbre ou bloc rocheux derrière lequel on fait passer la corde) ou artificiels (piton, coinceur, sangle passée autour d'un becquet rocheux, broche à glace, etc.).

### Assurage par longueurs

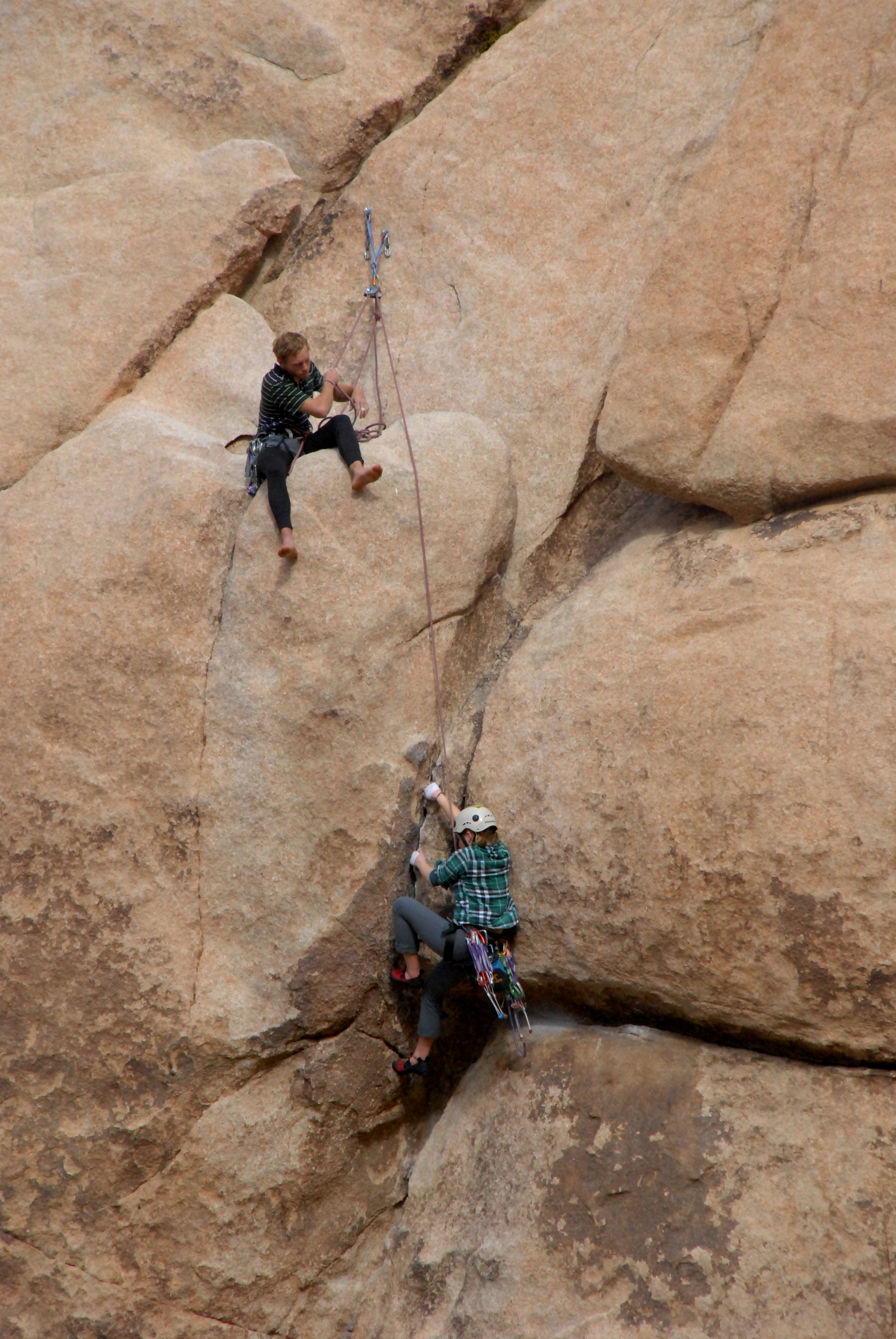
Cordée faisant l'ascension d'une voie de plusieurs longueurs. Le premier de cordée, « vaché » (attaché) au relais, assure son second en train de grimper.

Lorsque le terrain s'approche de la verticalité, l'assurage en mouvement avec points de protection ne suffit plus pour assurer la sécurité des membres de la cordée. Il devient alors nécessaire de progresser en tirant des longueurs : les membres de la cordée progressent alors alternativement, de relais en relais.
La progression par longueurs se déroule selon le cycle suivant :
- les deux membres de la cordée (parfois trois) sont au relais sur lequel ils sont attachés (auto-assurance) ;
- le premier de cordée quitte le relais et grimpe « en tête » assuré par son second (ou l'un de ses seconds), il passe la corde dans les points d'assurage ;
- le premier de cordée atteint le relais suivant sur lequel il s'attache (il prévient alors son camarade en criant « relais » puis, toujours à la voix, lui signale qu'il est désormais en mesure de le faire monter) ;
- le second de cordée (ou les seconds) défait son auto-assurance, signale à la voix son départ en criant « parti » et grimpe à son tour assuré par le premier pour le rejoindre au relais. Il aura pris soin de récupérer les protections mises en place par son leader.

Quel que soit le mode d'assurage, le grimpeur qui éprouve des difficultés dans un passage et entrevoit un probable dévissage crie à son compagnon de cordée "sec" afin que celui-ci se prépare à amortir le vol.
Selon les conditions météo ou la configuration de la falaise, les grimpeurs ne peuvent pas toujours communiquer à la voix : le leader prend alors l'initiative du déroulement des opérations par une tension exagérément ferme de la corde signifiant que tout a été mis en œuvre pour que le second de cordée entame sa progression en sécurité. Plus rarement, les grimpeurs peuvent aussi communiquer par radio.
Généralement, l'assureur (qu'il soit premier ou second de la cordée) passe sa corde dans un système d'assurage qui permet à la corde de coulisser alors que le grimpeur progresse, mais permet aussi à l'assureur de bloquer facilement la corde en cas de chute. L'assureur peut également utiliser un nœud de demi-cabestan et un mousqueton comme dispositif d'assurage, avec l'inconvénient de toronner la corde. En utilisant un dispositif d'assurage fixé au relais, l'assureur peut supporter tout le poids du grimpeur avec très peu d'effort et même arrêter facilement une longue chute. Sur certains terrains, notamment en neige ou en terrain rocheux peu raide, l'assurage à l'épaule ou à la taille peut être utilisé afin de gagner en rapidité dans les manœuvres de corde.

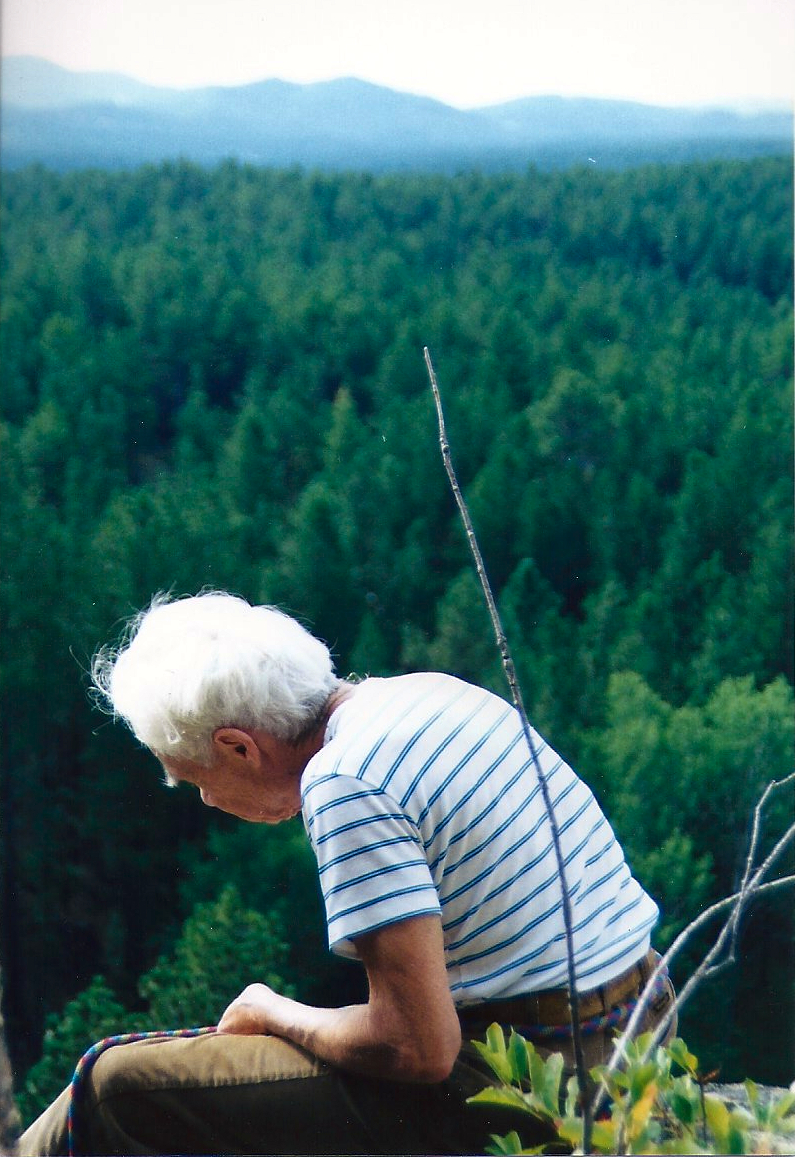
Assurage à la taille en haut d'une falaise

#### Moulinette

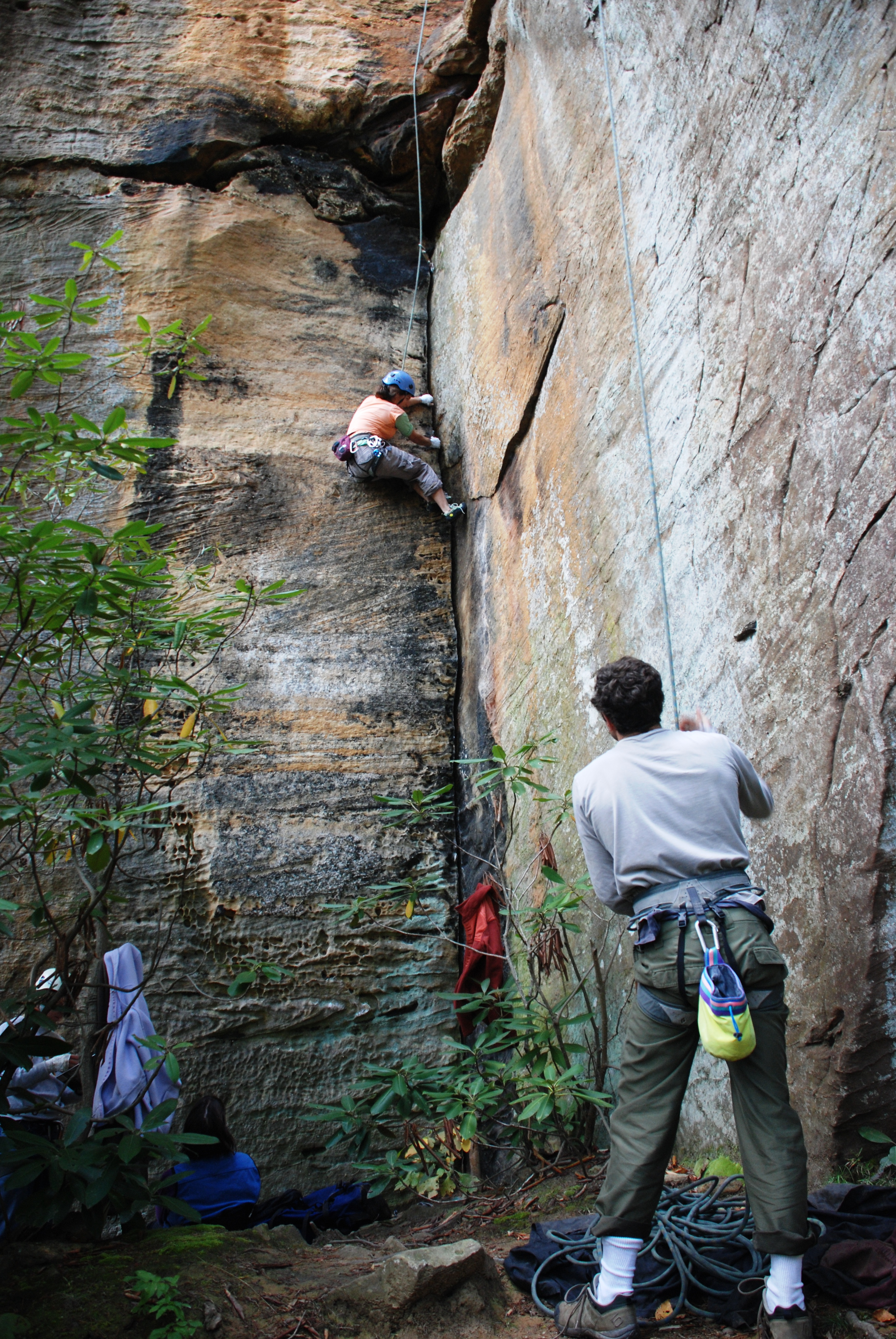
Grimpeur assuré en « moulinette »

Lorsqu'on grimpe des voies d'une seule longueur, en falaise école notamment, il est courant de s'assurer « en moulinette ». Ce mode d'assurage est dérivé de l'assurage par longueurs : au lieu d'assurer le second depuis le relais, l'assureur assure depuis le bas de la voie, la corde reliant le grimpeur à son assureur passant alors par un point d'ancrage solide situé au sommet de la voie. Cela suppose, pour installer la moulinette, que la voie ait d'abord été parcourue « en tête » par un grimpeur assuré par son second afin de passer la corde dans le point d'ancrage situé au sommet de la voie ou encore que ce point d'ancrage soit accessible par un autre moyen (chemin).

## Matériel d'assurage
Parmi l'ensemble du matériel d'escalade ou du matériel d'alpinisme, une partie est destinée à l'assurage.

### Corde
La corde est nécessaire à l'assurage quelle que soit la technique adoptée, elle permet de retenir la chute ou le déséquilibre du compagnon de cordée.

### Baudrier
Si les premiers grimpeurs s'encordaient en nouant la corde autour de la taille, l'usage du baudrier sur lequel est attachée la corde s'est généralisé depuis les années 1970 et son usage est aujourd'hui devenu quasiment systématique. Il permet d'améliorer la sécurité et le confort de la personne assurée.

### Points d'ancrage et relais
Dès lors que le risque de chute augmente et que le terrain de progression se redresse, la sécurité de la progression des alpinistes ou des grimpeurs nécessite de relier la corde au sol ou à la paroi au moyen de points d'assurage et par la confection de relais. Le matériel utilisé pour constituer ces points d'assurage et relais dépend du terrain de progression :
- en neige, on pourra utiliser un piolet planté verticalement (si la neige est suffisamment dure), utiliser une ancre à neige, ou encore utiliser un corps mort réalisé au moyen d'un piolet ou d'un sac enfoui dans la neige[6] ;
- sur glace, les points d'assurage et les relais sont généralement confectionnés au moyen de broches à glace mais peuvent également être des abalakovs réalisés avec une cordelette passée dans une lunule ;
- en rocher, les points d'assurage et relais pourront être obtenus en utilisant des éléments naturels (arbre, becquet rocheux, etc., sur lesquels un anneau de sangle ou la corde est fixé) ou en utilisant des matériels tels que des pitons, des coinceurs ou encore des broches scellées.

### Mousqueton et dégaine
Pour relier la corde aux points d'ancrage et relais, les alpinistes et grimpeurs utilisent des mousquetons et des dégaines.

### Dispositif d'assurage
Le dispositif d'assurage permet à la corde de coulisser alors que le grimpeur progresse, mais permet aussi à l'assureur de bloquer facilement la corde en cas de chute. L'assureur peut également faire redescendre doucement le grimpeur jusqu'à un point où l'escalade peut être reprise, en jouant avec l'angle de la corde dans le dispositif d'assurage et en faisant coulisser la corde à la main.

## Enjeux
L'assureur a un rôle déterminant lors d'une ascension car c'est lui qui est responsable de la sécurité de son compagnon. Il en découle un lien de confiance indispensable entre l'assureur au relais et le grimpeur en action. L'un doit pouvoir compter sur l'autre qui lui-même doit bien connaître son partenaire, ses limites et les risques qu'il prend. Il est indispensable que les différents membres de la cordée aient un vocabulaire adapté et connu de tous car une erreur d'interprétation, selon la situation (mauvais temps, fatigue) pourrait être fatale.